# Butia laineux
Butia eriospatha
Espèce
Classification phylogénétique
Statut de conservation UICN

 VU A1c : Vulnérable
Le Butia laineux (Butia eriospatha) est une espèce de la famille des Arecaceae (Palmier). Elle appartient au genre Butia.
C'est un palmier rustique. Il résiste à des températures de -12C°.

## Habitat
L'espèce est endémique à une zone dans l'extrême Sud-est du Brésil. Elle pousse dans des zones herbeuses et des forêts d'Araucaria, entre 700 et 1200 mètres.
Le climat y est subtropical : hivers doux avec de rares gelées, et été chauds.
L'espèce est assez rare en culture.
L'espèce est menacée. Elle est classée sur la liste rouge de l'UICN comme vulnérable.

## Description
L'espèce ressemble beaucoup au Butia odorata.
- Stipe : Solitaire et assez large, il atteint parfois 6 mètres de hauteur. Il est de couleur grise et conserve longtemps la base des pétioles, qui forment des sortes de grosses écailles.
- Feuilles : Elles sont pennées et récurvées. Elles mesurent environ 2m. Elles sont d'une coloration grisée.
- Inflorescences : La spathe est recouverte de poils laineux, à la différence du Butia odorata qui en est dépourvu. L'inflorescence porte des fleurs mâles et femelles.

## Culture
Il est de croissance assez lente. Il supporte assez mal les sols calcaire. En France, il est possible de l'acclimater sur la côte Atlantique et sur le pourtour méditerranéen. On en trouve un exemplaire au jardin botanique de Nice.